# Aloys Wobben

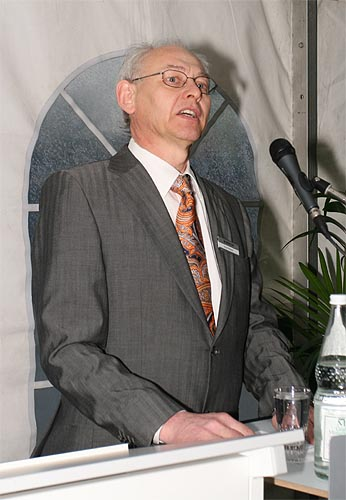
Aloys Wobben (2008)

Bernhard Aloys Wobben (* 22. Januar 1952 in Rastdorf, Niedersachsen; † 31. Juli 2021 in Aurich) war ein deutscher Elektroingenieur und Unternehmer. Er gilt als Pionier der Windenergiewirtschaft und war der Gründer des Windenergieanlagenherstellers Enercon, er baute 30.000 Windräder und ist als Deutschlands „Mr. Wind“ bekannt. Die von ihm 2012 gegründete Aloys Wobben Stiftung widmet sich u. a. der Förderung von Forschung und Bildung auf dem Energiesektor und sichert die Unabhängigkeit des deutschen Windenergieanlagenherstellers Enercon.

## Leben und Arbeit
Wobben machte zunächst eine Ausbildung zum Elektromaschinenbauer, studierte nach ein paar Berufsjahren Elektrotechnik an der Fachhochschule Osnabrück und später an der Technischen Universität Braunschweig. Bereits während seiner wissenschaftlichen Assistenz an der Technischen Universität Braunschweig beschäftigte er sich mit erneuerbaren Energien und Windkraft. Sein Augenmerk lag besonders auf der Wechselrichtertechnik. Mit seinem Studienfreund Meinhard Remmers entstand 1975 die erste Windenergieanlage mit 22 kW Nennleistung.
Im Jahr 1984 gründete er in Aurich den Windenergieanlagenhersteller Enercon. Er begann mit drei Mitarbeitern mit der Entwicklung und Produktion von Windenergieanlagen. Enercon entwickelte sich in den folgenden Jahren zu einem der erfolgreichsten Unternehmen der deutschen Windenergiebranche. 1993 stellte Aloys Wobben die Produktion auf die von ihm entwickelte getriebelose Windenergieanlage mit Vollumrichter um. Die Anlage Enercon E-40 erfüllte die Erwartungen und sicherte den weltweiten Erfolg des Unternehmens. Das Unternehmen wurde deutscher Markt- und Technologieführer und behauptete sich über Jahre erfolgreich auf einem der ersten vier Plätze des Weltmarktes.
Auch wenn seine primären Aufgaben in der Führung des Unternehmens lagen, beteiligte sich Wobben nach wie vor persönlich an der Verbesserung und Entwicklung der Produkte. Kleinere Geschäfts- und Forschungsbereiche waren Solarwechselrichter, Ausrüstung für Inselnetzsysteme (z. B. Schwungradspeicher), Blockheizkraftwerke, Wasserkraftwerke und Meerwasserentsalzungsanlagen. Wie Financial Times Deutschland berichtete, beabsichtigte Wobben, sich verstärkt im Bereich Elektroantriebe zu engagieren. 2008 besitzen er und seine Enercon mehr Patente für Windenergieanlagen als General Electric und Siemens zusammen.
Als entschiedener Gegner der Kohleverstromung setzte sich Wobben im Jahr 2009 erfolgreich gegen den Bau eines Kohlekraftwerks im emsländischen Dörpen ein, indem er drohte, von einer geplanten Investition in der Region Abstand zu nehmen, wenn das Kohlekraftwerk gebaut werde.
Aus gesundheitlichen Gründen zog sich Wobben 2012 aus dem operativen Geschäft zurück und übertrug mit Wirkung zum 1. Oktober 2012 seine Firmenanteile auf die Aloys Wobben Stiftung. Die Stiftung wurde damit zum alleinigen Gesellschafter der Enercon-Gruppe. Mit diesem Schritt wollte Wobben die Unabhängigkeit des Unternehmens sicherstellen.

## Verhältnis zu Gewerkschaften
Wobben war für seine negative Haltung gegenüber Gewerkschaften bekannt. Enercon, und vor allem Wobben selbst, wurde vorgeworfen, die gewerkschaftliche Organisation seiner Mitarbeiter zu verhindern. Es wurde von Einschüchterungen und Entlassungen von Enercon-Mitarbeitern berichtet, die einer Gewerkschaft beitraten oder sich für die Gründung von Betriebsräten einsetzten. Gewerkschafter kritisierten zudem den hohen Anteil von Leiharbeitern an der Gesamtzahl der Beschäftigten in der Enercon-Gruppe, ebenso die Tatsache, dass Enercon den Flächentarifvertrag nicht anwende und unterdurchschnittlich bezahle.

## Vermögen
Wobben zählte laut manager magazin seit 2006 zu den 100 reichsten Deutschen und war zudem der reichste Niedersachse. Er war 2006 auf Platz 82; im Jahr 2007 teilte er sich mit Johanna Quandt und der Familie Flick den 24. Platz mit einem Vermögen von 4,8 Milliarden Euro. Für das Jahr 2009 wurde das Vermögen laut Manager-Magazin auf 3,8 Milliarden Euro geschätzt, Platz 24. 2010 sank laut Schätzung des Manager-Magazins Wobbens Vermögen auf 2,9 Milliarden Euro, Platz 29. Zum Zeitpunkt seines Todes soll es bei 7,1 Mrd. US-Dollar gelegen haben. 2013 schaffte es Wobben mit einem geschätzten Vermögen von 5,6 Mrd. Euro auf Platz 16 des Rankings im Manager-Magazin. Das Magazin Bilanz ermittelte 2015 ein geschätztes Vermögen von 7,5 Mrd. Euro. Wobben erreichte somit Platz 14 der reichsten Deutschen.

## Auszeichnungen
- 1997: Verdienstorden der Bundesrepublik Deutschland
- 2000: Deutscher Umweltpreis der Deutschen Bundesstiftung Umwelt
- 2004: Europäischer Solarpreis von Eurosolar in der Kategorie „Sonderpreis für besonderes persönliches Engagement“[16]
- 2006: Ehrendoktorwürde von der Universität Kassel für die Verdienste zur Entwicklung und Förderung der Windenergienutzung. Wobben arbeitete seit über einem Jahrzehnt mit dem Institut für Solare Energieversorgungstechnik (ISET) zusammen und entwickelte unter anderem Betriebsführungsstrategien für Windparks.
- 2006: Indigenat, eine Art „Ehrenbürgerschaft“, von der Ostfriesischen Landschaft für die Verdienste um die ostfriesische Wirtschaft
- 2008: Rudolf-Diesel-Medaille in Gold des Deutschen Institutes für Erfindungswesen (D.I.E.). Diese Ehrung honorierte „Erfindungsgeist und Lust Ideen unternehmerisch umzusetzen“ sowie „fortdauerndes Engagement für innovative Errungenschaften“.
- 2009: Niedersächsischer Staatspreis[17]